# نیروی هوایی افغانستان
فرماندهی کل نیروی هوایی (پشتو: د هوايي ځواک عمومي قومندان) که نیروی هوایی امارت اسلامی یا نیروی هوایی افغانستان نیز به آن گفته می‌شود، شاخه نیروی هوایی از نیروهای مسلح افغانستان است.
پس از آن‌که شاه امان‌الله در سال ۱۹۱۹ استقلال افغانستان را به‌دست می‌آورد، در صدد ایجاد نیروی هوایی در کشورش می‌شود.
در سال ۱۹۲۱ سه تن از افسران افغانستان غرض کسب آموزش در بخش‌های هوائی به کشور ایتالیا فرستاده شدند.
جَگرَن محمداحسان‌خان به سمت پیلوت، موصوف با ارتقای رتبه به فرماندهی قومندان قوای هوائی مقرر گردید.
تورَن غلام‌دستگیرخان در بخش فنی هواپیما
تورن محمدهاشم‌خان در بخش کشف. نیروی هوایی افغانستان.
سال ۱۹۲۴ در دوران حکومت امان‌الله شاه تأسیس شد. در دهه ۱۹۷۰ در دوران حکومت محمد ظاهرشاه نوسازی و توسعه داده شد. در دهه ۱۹۶۰ نیروی هوایی افغانستان حدود ۱۰۰ هواگرد شامل جنگنده سبک مادون صوت میگ-۱۵، بمب‌افکن سبک ایلیوشین-۲۸ و تعداد کمی هلیکوپتر در اختیار داشت.
اتحاد جماهیر شوروی در دهه ۱۹۸۰ و در جریان جنگ شوروی در افغانستان نیروی هوایی بسیار بزرگ و قدرتمندی را برای حکومت متحد خود در این کشور تدارک دید. تا پیش از سقوط این حکومت، نیروی هوایی افغانستان بیش از هفت هزار پرسنل رسمی، حدود ۲۴۰ هواپیمای جنگی شامل حدود ۴۵ جنگنده رهگیر میگ-۲۱ و ۶۰ جنگنده بمب‌افکن سوخو-۷ و سوخو-۱۷، حدود ۱۵۰ هلیکوپتر تهاجمی و چند منظوره میل-۱۷ و میل-۳۵ و ۴۰ هواپیمای ترابری نظامی از انواع مختلف آنتونوف در اختیار داشت.
این زمان، زمان رشد بیشتر قوای هوایی و مدافعه ای هوایی محسوب میګردد که طیارات نسبتاً مدرنتری خریداری و داخل نظام اردو شد. پوهنتون هوایی تحت اداره ای جنرال جوره بیګ پرسنل جدید را به قطعات محارزوی تقدیم کرد و انجنیران مجرب و پیلوتان مجرب در داخل کشور تربیت ګردیدند.
پیلوتان جوان در غند ۳۹۳ دهدادی در طیارات ال-۳۹ تربیت و برای پرواز به طیارات فوق الصوت به غندهای ۳۲۲ و ۳۵۵ در بگرام و غند ۳۳۵ در شیندند اعزام و تربیت می‌شدند.
قوای هوایی افغانستان در مقابل نیروهای مخالف که حمایت خارجی داشتند در جبهه‌های رزمی با موفقیت جنگیدند که بزرگترین دستاوردش دفع حمله‌ای سازمان یافته علیه دولت موجود در جلال‌آباد بود. جنگ داخلی افغانستان باعث کاهش شدید توان نیروی هوایی افغانستان شد، به طوری‌که در دوران حکومت طالبان تنها تعدادی بالگرد در اختیار نیروی هوایی افغانستان باقی‌مانده بود. از سال ۲۰۰۷ بازسازی و نوسازی نیروی هوایی افغانستان متأسفانه با تکنولوژی عقب مانده و تاریخ تیر شده، با کمک بین‌المللی به رهبری آمریکا آغاز شده‌بود که بنیاد واقعی نداشت.

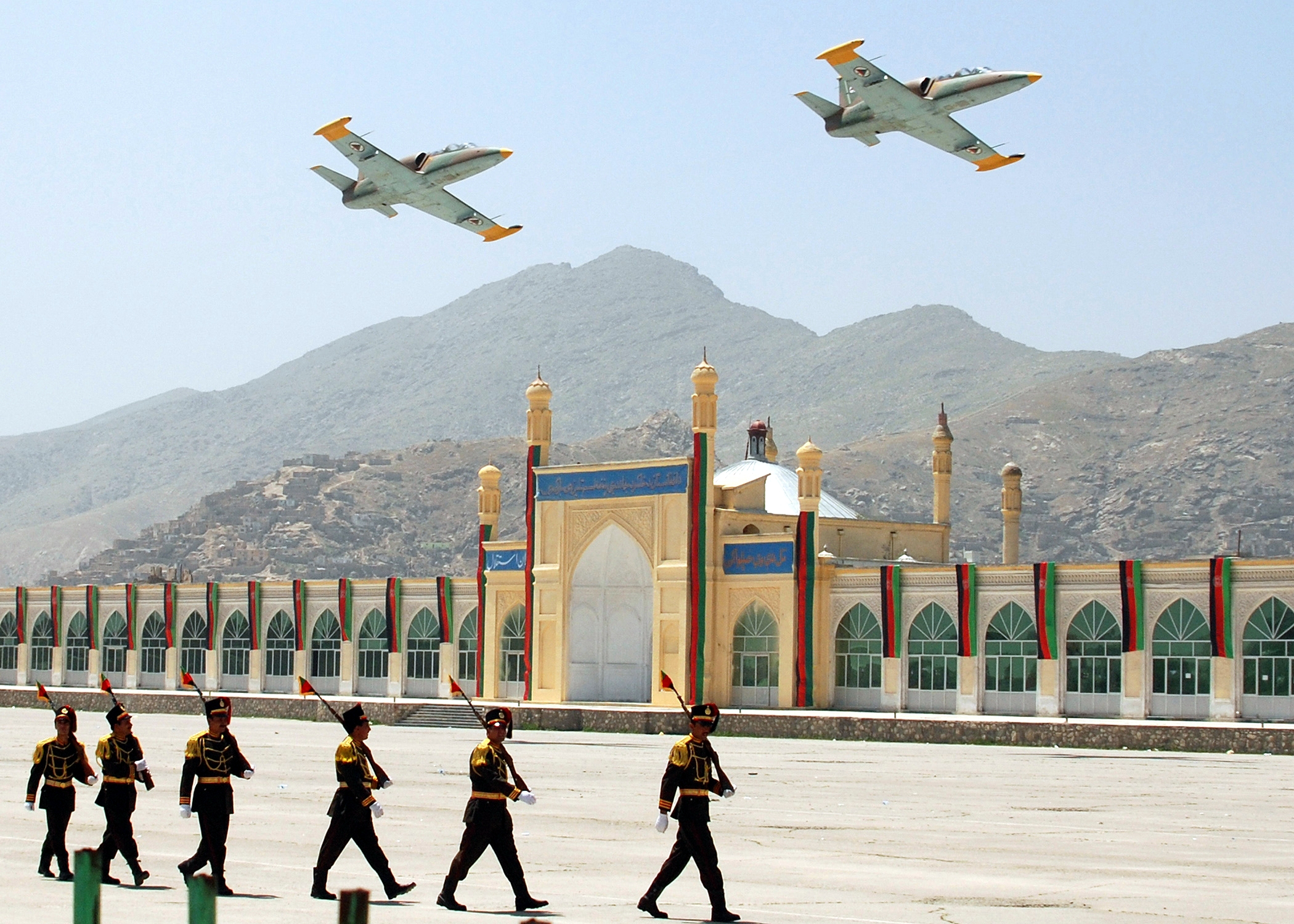
جت‌های ساخت چکسلواکی ال-۳۹ آلباتروس در آسمان کابل

در سال ۲۰۱۲ این نیرو حدود ۷ هزار پرسنل فعال، ۳۵ هواپیما از انواع آموزشی و ترابری و ۵۲ هلیکوپتر چندمنظوره، سبک و تهاجمی در اختیار داشت. ۱۵ فروند هواپیمای ترابری سبک سی-۲۷، ۱۴ فروند هواپیمای آموزشی سبک سسنا-۱۸۲ و ۶ فروند سسنا ۲۰۸ کاروان، ۶ فروند هلیکوپتر تهاجمی میل-۳۵، ۶ فروند هلیکوپتر سبک چندمنظوره ام‌دی-۵۳۰ هیوز و ۴۰ فروند هلیکوپتر چندمنظوره میل-۱۷ (و بر اساس برخی منابع ۲ جت آموزشی-حمله سبک آلباتروس-۳۹) را در اختیار داشت.
این نیرو تا پیش از هجوم طالبان در سال ۱۴۰۰، دارای ۱۸۳ هواگرد و بیش از ۷۰۰۰ نفر پرسنل بود. در پی خروج نیروهای آمریکایی از افغانستان و سقوط کابل، در سال ۱۴۰۰، تعداد زیادی از هواگردها به تصرف طالبان درآمده یا نابود شدند. با ورود طالبان، تعداد زیادی از پرسنل و هواگردهای نیروی هوایی نیز به تاجیکستان و دیگر کشورهای همسایهٔ افغانستان، پناهنده شدند. طبق گزارش‌ها، ۴۶ فروند هواگرد نظامی شامل ۲۲ هواپیما و ۲۴ بالگرد افغانستان، وارد ازبکستان شده و به فرودگاه ترمذ منتقل شده‌اند.
پس از این رخدادها، عموم نیروهای باقی‌مانده در افغانستان نیز ترک خدمت کرده و نیروی هوایی افغانستان، به‌صورت دفاکتو منحل شد.

## تاریخچه

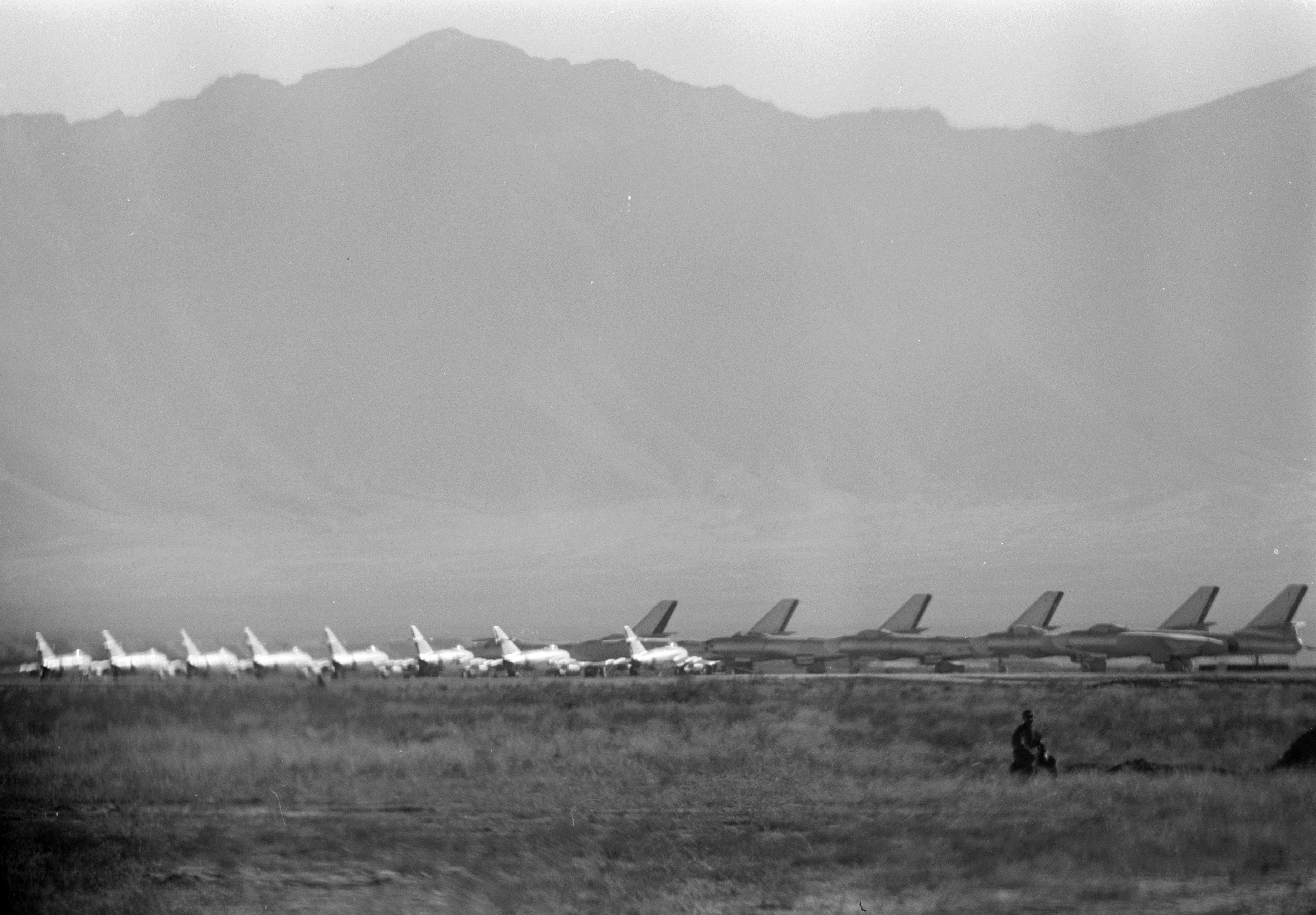
جنگنده‌های میگ-۱۵ و بمب‌افکن‌های ایلیوشین-۲۸ افغانستان در سال ۱۹۵۹

نخستین پرواز هواپیما در آسمان افغانستان، پرواز دو فروند هواپیمای جنگی انگلیسی بود که در ۲۶ مه ۱۹۱۹ میلادی رخ داد. این هواپیماها به قصد بمباران شهر کابل وارد فضای افغانستان گردیدند. پس از آن‌که امان‌الله شاه در سال ۱۹۱۹ استقلال افغانستان را به‌دست می‌آورد، در صدد ایجاد نیروی هوایی در کشورش می‌شود. در سال ۱۹۲۱ سه تن از افسران افغانستان غرض کسب آموزش در بخش‌های هوائی به کشور ایتالیا فرستاده شدند.
1. سرگُرد (پشتو: جَگرَن) محمداحسان‌خان به سمت خلبان، موصوف با ارتقای رتبه به فرماندهی (پشتو: قومندان) نیروی هوائی مقرر گردید.
2. سرلشکر (پشتو: تورَن) غلام‌دستگیرخان در بخش فنی هواپیما
3. سرلشکر (پشتو: تورن) محمدهاشم‌خان در بخش کشف.

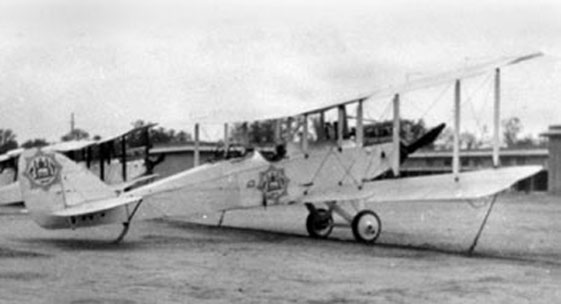
یک فروند آورو ۵۰۴ که یکی از نخستین هواگردهای نیروی هوایی افغانستان بود.

شاه امان‌الله در سال ۱۹۲۱ دو فروند هواپیما نوع Airco DH.9A را از انگلستان و یک فروند را از اتحاد جماهیر شوروی خریداری نمود. در ۱۳۰۳ خورشیدی (۲۳ اوت ۱۹۲۴) نیروی هوایی افغانستان رسماً تشکیل گردید. در سال ۱۹۳۹ مکتب هوایی تأسیس گردید. مکتب مذکور چندین دوره فارغ‌التحصیلان در بخش هوایی داده است. این مکتب درسال ۱۳۵۶ به دانشگاه هوایی (پشتو: پوهنتون هوائی) تبدیل شد؛ که دارای ۴ دانشکده (فاکولته) هوائی بود. نیروی‌های نظامی و به‌خصوص هوائی در زمان ریاست جمهوری محمد داوود خان (۱۳۵۲–۱۳۵۷ خورشیدی) توسعه داده شد. نیروی هوایی افغانستان در زمان ریاست جمهوری محمدداوودخان، تحولات چشمگیری را تجربه کرد. پس از سال ۱۳۵۷ در افغانستان در شهرهای مزار شریف، قندهار، هرات، جلال‌آباد، بدخشان و کابل پروازهای نظامی و ملکی صورت می‌گرفت.

## توان رزمی

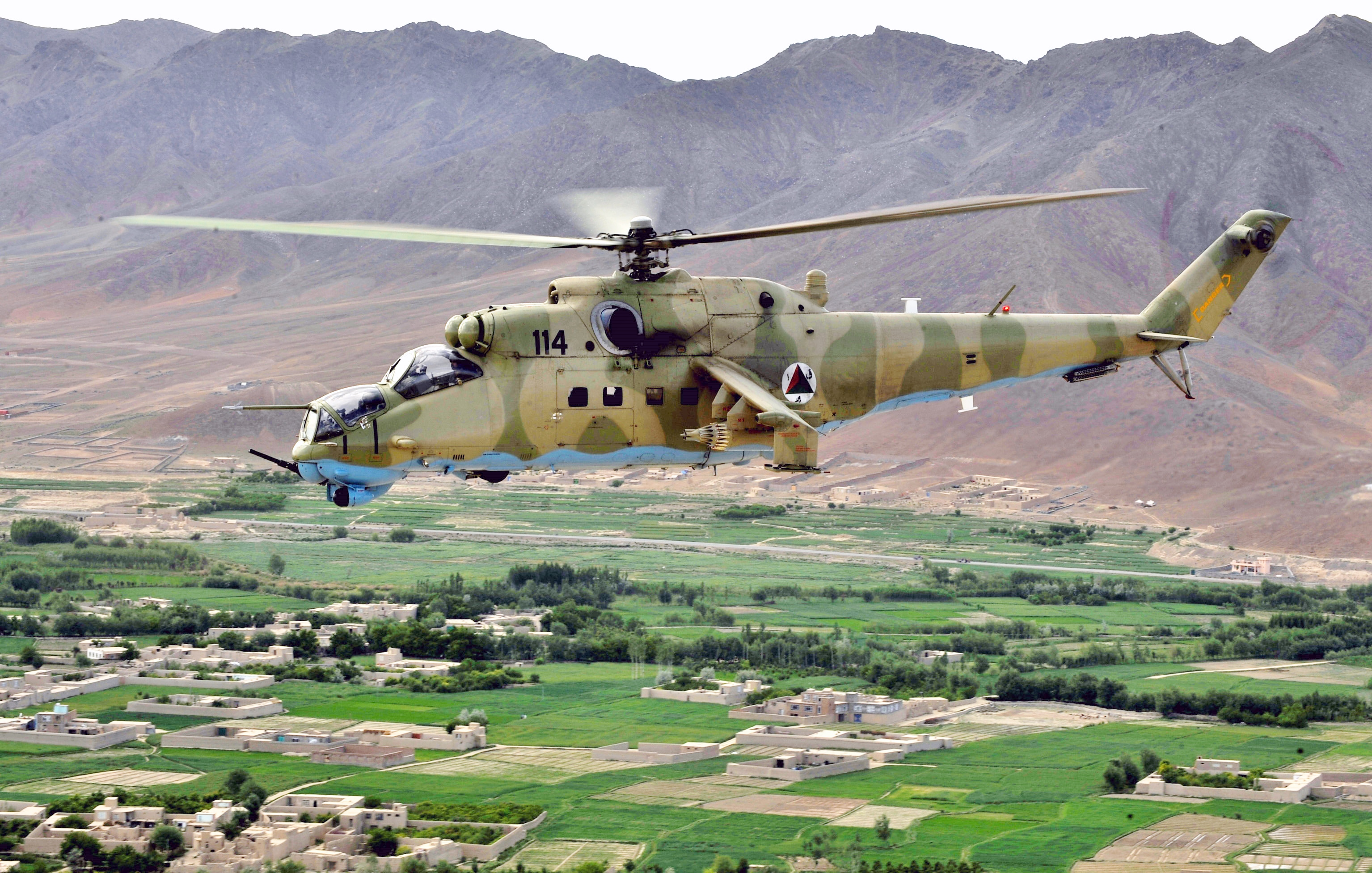
پرواز یک فروند میل-۳۵ ارتش افغانستان به خلبانی یک مستشار نظامی مجارستانی در بهار ۲۰۱۰

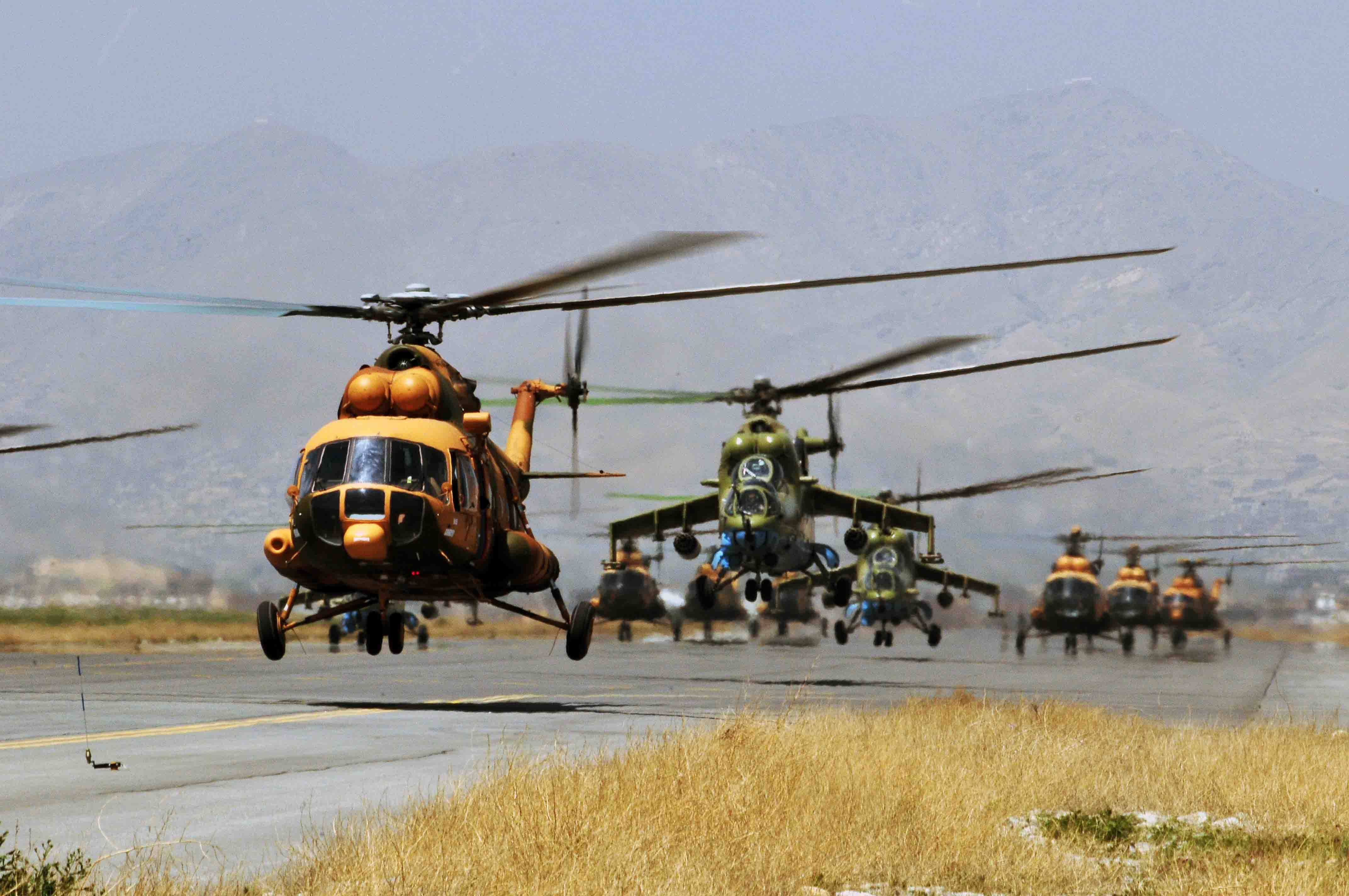
بالگردهای میل-۱۷ و میل-۳۵ در جشن روز پیروزی ۲۸ آوریل ۲۰۱۰ در کابل

ارتش افغانستان تا پیش از سقوط دولت تحت حمایت اتحاد جماهیر شوروی، نزدیک به ۵۰۰ هواپیما و بالگرد تهاجمی داشت. اما در جریان سال‌ها جنگ داخلی در افغانستان، تقریباً تمامی آن‌ها یا به دلایل عدم رسیدگی فنی یا در کشاکش جنگ داخلی از بین رفت.
تا سال ۱۹۹۵ حدود ۶۰ فروند هلیکوپتر میل-۸ و میل-۱۷ روسی در نیروی هوایی افغانستان فعال بود. پس از اشغال افغانستان توسط ائتلاف ضد ترور هم ارتش آمریکا تعدادی از این نوع هلیکوپتر را از روسیه و کشورهای دیگر برای نیروی هوایی افغانستان خریداری کرد.
در سال ۲۰۱۳ نیروی هوایی افغانستان این هواگردها را در اختیار دارد:
- برزیل ۲۰ هواپیمای پشتیبانی هوایی سبک امبرائر ئی‌ام‌بی ۳۱۴ سوپر توکانو (تحویل در ۲۰۱۵)
- ایالات متحده آمریکا ۶ فروند هواپیمای ترابری نظامی سبک و آموزش ابتدایی سسنا ۲۰۸
- ایالات متحده آمریکا ۱۴ فروند هواپیمای آموزشی سسنا ۱۸۲
- ایالات متحده آمریکا ۶ هلیکوپتر سبک چندمنظوره ام‌دی-۵۰۰ (مدل ام-۵۳۰اف)
- روسیه ۶ فروند هلیکوپتر جنگنده می-۲۴ (مدل‌های می-۲۵ و می-۳۵)
- روسیه ۴۰ فروند هلیکوپتر چندمنظوره و ترابری می-۸ (مدل می-۱۷)
- جمهوری چک ۶ جت آموزشی و تهاجمی سبک آلباتروس-۳۹

در گذشته جنگنده‌های میگ-۱۷ و میگ-۲۱، جنگنده بمب‌افکن سوخو-۷بی، سوخو-۱۷ (مدل سوخو-۲۲)، هواپیمای تهاجمی سوخو-۲۵ و بمب‌افکن سبک ایلیوشین-۲۸، هواپیماهای حمل‌ونقل متوسط آنتونوف-۱۲، آنتونوف-۲۴ (آنتونوف-۲۶، ۲۸، ۳۰ و ۳۲)، هواپیماهای حمل و نقل سبک آنتونوف-۲ و آنتونوف-۱۴، جت‌های آموزشی ال-۳۹ آلباتروس، میگ-۱۵ یوتی‌آی و میگ-۲۱یو، موشک‌های دفاع هوایی سام-۲ و سام-۳ و توپ‌های ضدهوایی ۸۵ میلی‌متری کااس-۱۲، ۱۰۰ م‌م کااس-۱۹ و ۳۷ م‌م ام۱۹۳۹ نیز در اختیار نیروی هوایی افغانستان قرار داشت.

## پایگاه‌های هوایی

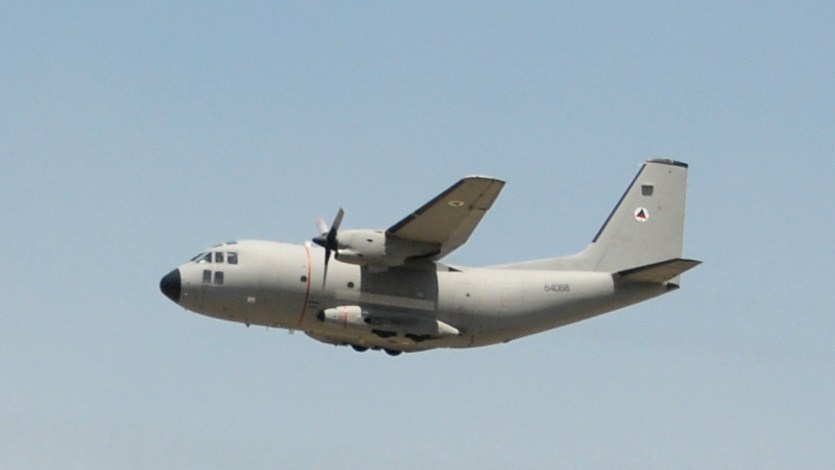
هواپیمای ترابری سبک آمریکایی سی-۲۷ آ اسپارتان نیروی هوایی افغانستان

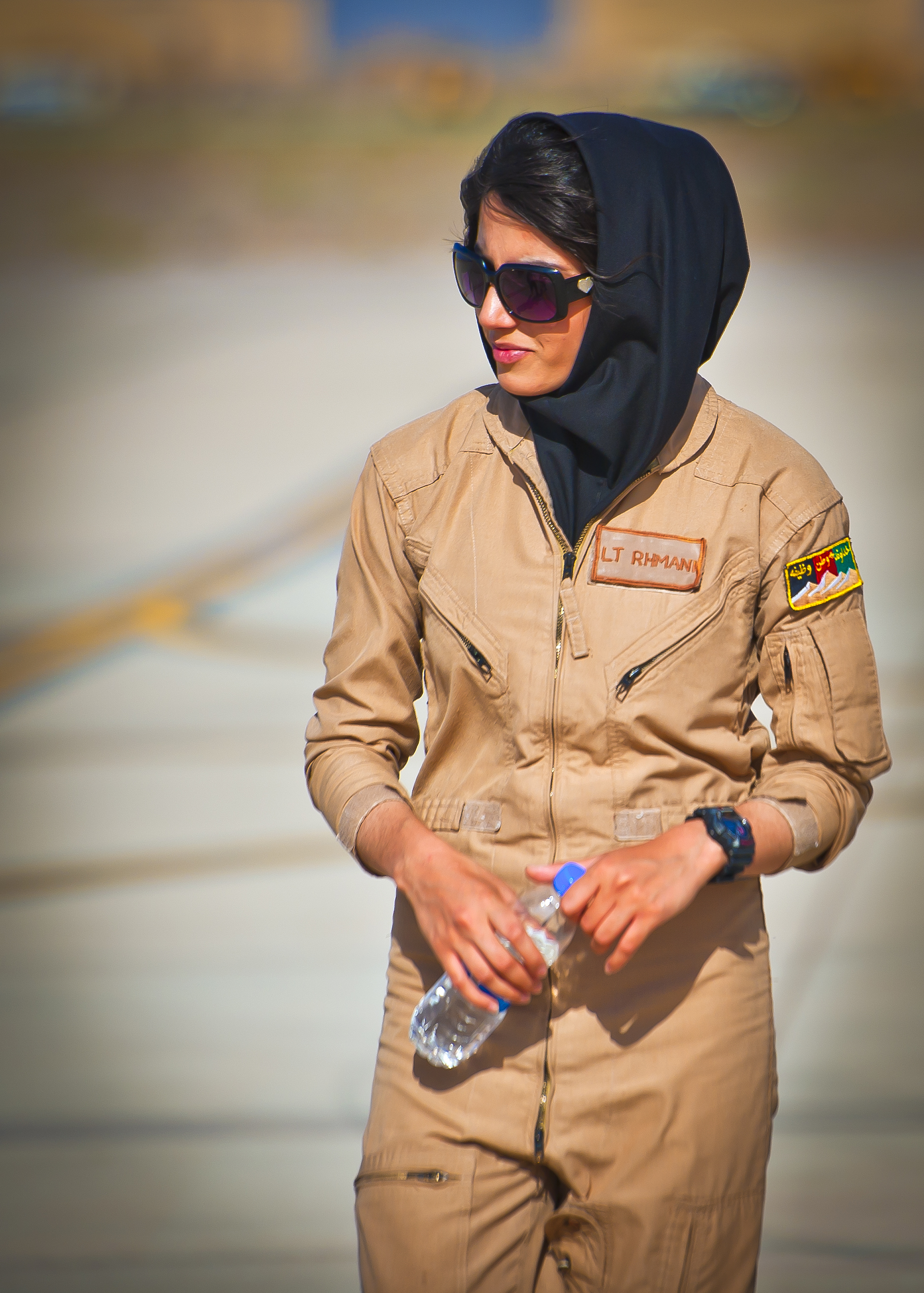
ستوان دوم نیلوفر رحمانی نخستین خلبان جنگنده زن ارتش افغانستان پس از بیش از سه دهه

افغانستان هم‌اکنون سه فرودگاه (یا میدان هوایی) بین‌المللی دارد: فرودگاه بین‌المللی کابل، که در پایتخت مورد بهره‌برداری قرار می‌گیرد، فرودگاه بین‌المللی قندهار، که در جنوب افغانستان مورد استفاده قرار می‌گیرد و فرودگاه بین‌المللی هرات، که به تازگی بین‌المللی شده و در غرب این کشور مورد بهره‌برداری قرار می‌گیرد. سه فرودگاه بزرگ دیگر با روپوش آسفالت برای پروازهای داخلی (مُلکی) بین شهرهای بزرگ مورد استفاده قرار می‌گیرند. برعلاوه ۱۶ فرودگاه کوچک محلی برای پروازهای داخلی بین مناطق دورافتاده و کوچک در سراسر افغانستان وجود دارند. این فرودگاه‌های کوچک روپوش سنگریز دارند و تحت قوانین پرواز بصری/چشمی (بدون استفاده از دستگاه‌های پیشرفتهٔ هوانوردی همچون دستگاه خودکار فرود ILS) فعالیت می‌کنند. فرودگاه‌های اصلی افغانستان عبارتند از:
فرودگاه‌های بین‌المللی
1. فرودگاه بین‌المللی کابل
2. فرودگاه بین‌المللی هرات
3. فرودگاه بین‌المللی قندهار

فرودگاه‌های داخلی بزرگ
1. فرودگاه جلال‌آباد
2. فرودگاه قندوز
3. فرودگاه مزار شریف

پایگاه‌های هوایی نظامی
1. پایگاه هوایی بگرام: بزرگ‌ترین پایگاه هوایی نظامی افغانستان که در نزدیکی شهر باستانی بگرام در ولایت پروان واقع است.
2. پایگاه هوایی شیندند: در ولایت هرات واقع است.

## پرسنل
به گفته مقامات نیروهای هوایی افغانستان، در سال ۲۰۰۸ میلادی، ۶۰۰ خلبان در نیروی هوایی افغانستان مشغول به کار بوده‌اند.
برجسته‌ترین خلبانان منطقه تا سال ۱۹۹۲ که خلاقیت خلبانی فوق‌العاده ای را تبارز دادند:
خلبان میر غوث الدین ګاګارین میګ ۲۱. Mir Ghawsudin Pilot
خلبان خواجه تاج محمد آنتونوف ۲۶. Khwaja Taj mohammad Pilot
خلبان غلام حیدر خان چرخ بال (بالگرد) می ۸. Ghulam Heidar Khan Pilot
خلبان غلام مصطفی خان سوخوی ۱. Ghulam Mustafa Khan Pilot
خلبان محمد بصیر خان سوخوی ۱۷. Mohammad Basir Khan Pilot

## دانستنی‌ها
- اولین شرکت هوائی داخلی افغانستان بنام آریانا افغان هوائی شرکت می‌باشد که درسال ۱۳۳۰ تأسیس گردید.
- اولین کمپانی هوائی خارجی که در افغانستان فعالیت می‌کرد اندیمار نام داشت.
- اولین شرکت خصوصی هوایی در افغانستان شرکت کام ایر می‌باشد که در سال ۱۳۸۲ تأسیس گردید.
- دومین شرکت هوائی داخلی دولتی در سال ۱۳۴۷ تأسیس شد که بنام شرکت هواپیمایی باختر (پشتو: باختر افغان الوتنه) یاد می‌گردید.
- اولین مدیریت ملکی هوایی در چوکات صدارت در سال ۱۳۳۳ ساخته شد که مدیر آن گُل‌بهارخان نام داشت.
- اولین فضانورد افغان عبدالاحد مومند می‌باشد که برای مدت ۹ روز با یک تیم روسی در فضا تحقیقاتی را انجام داد.

## نگارخانه

نماد رسمی ارتش ملی افغانستان